# Roland Larij

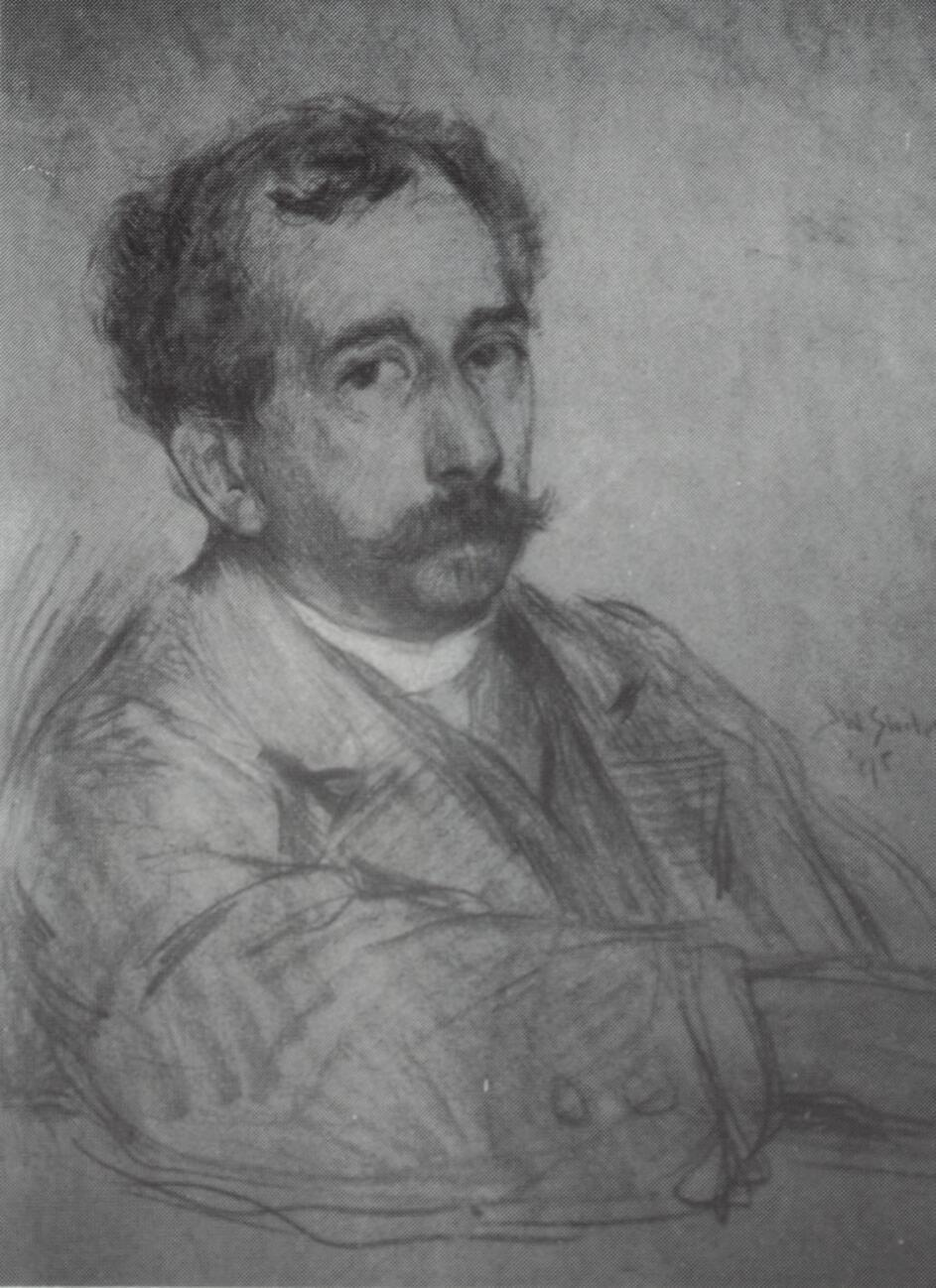
Roland Larij door Willy Sluiter (1895)

Roland Larij, ook wel Roeland Larij (Dordrecht, 22 december 1855 - aldaar, 23 december 1932) was een Nederlands kunstschilder.

## Leven en werk
Larij werd geboren in een familie van kunstschilders. Hij studeerde aan de Koninklijke Academie voor Schone Kunsten van Antwerpen onder Karel Verlat en Edgar Farasyn. Zijn stijl is verwant aan de Haagse School, het midden houdend tussen realisme en impressionisme, met veel gevoel voor atmosfeer. Hij had contacten met Willem en Jacob Maris, Anton Mauve en Jozef Israels, wiens losse penseelvoering hij overnam, maar zijn koloriet was duidelijk anders, warmer, meer zuiderlijk. Thematisch koos hij doorgaans voor bos- en heidelandschappen, boereninterieurs en boerderijen, maar hij schilderde ook figuren en stillevens. Hij werkte jarenlang in het Brabantse Heeze, maar in de zomers ook wel in Drenthe en Katwijk aan Zee.
Larij overleed in 1932 op 77-jarige leeftijd. Zijn werk is onder andere te zien in het Dordrechts Museum, het Gemeentemuseum Den Haag en het Noordbrabants Museum in 's-Hertogenbosch. In Heeze is een straat naar hem vernoemd.

## Galerij

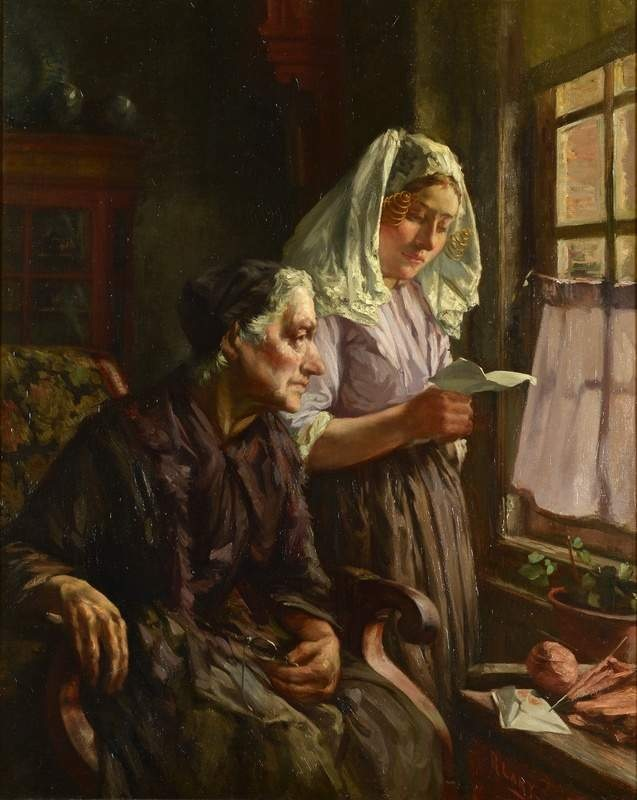
De brief
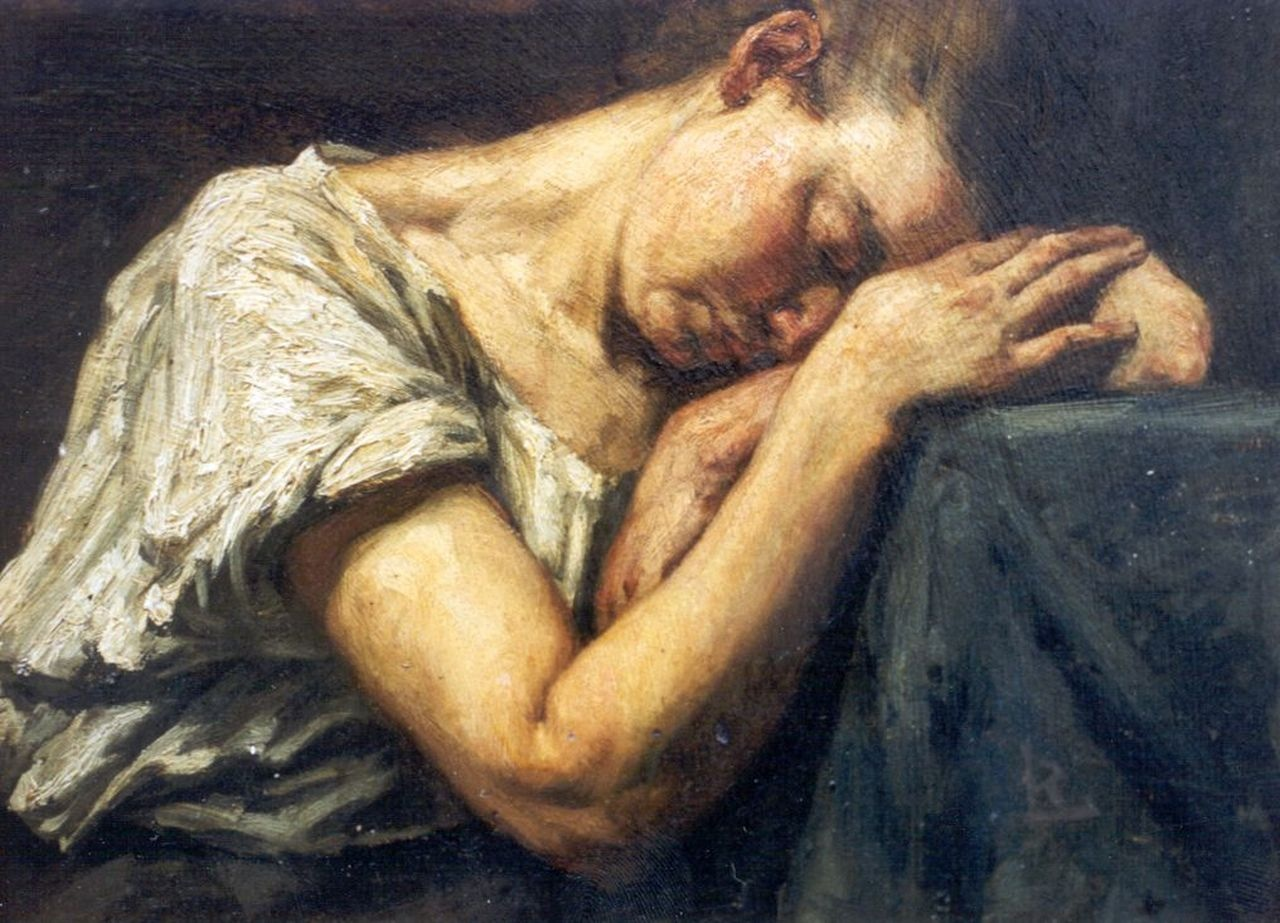
Slapende werkvrouw
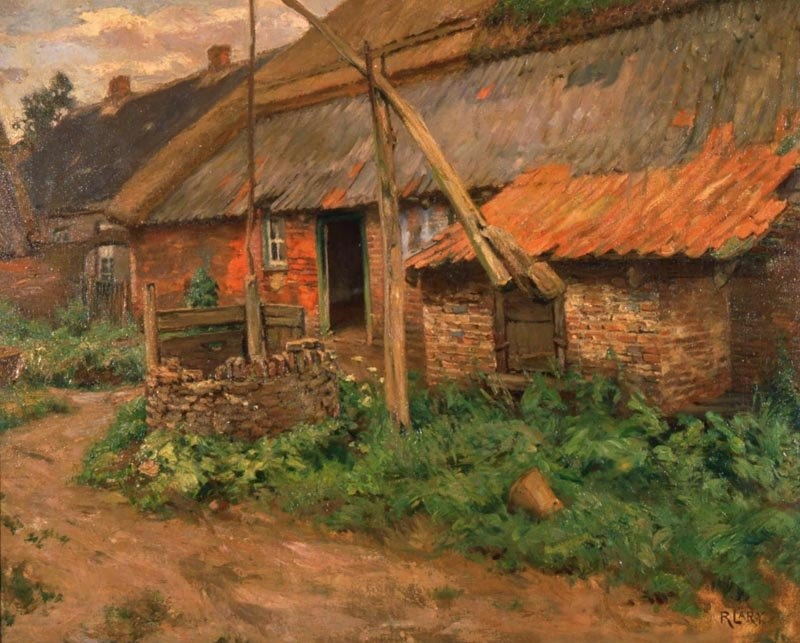
Boerderij in Heeze
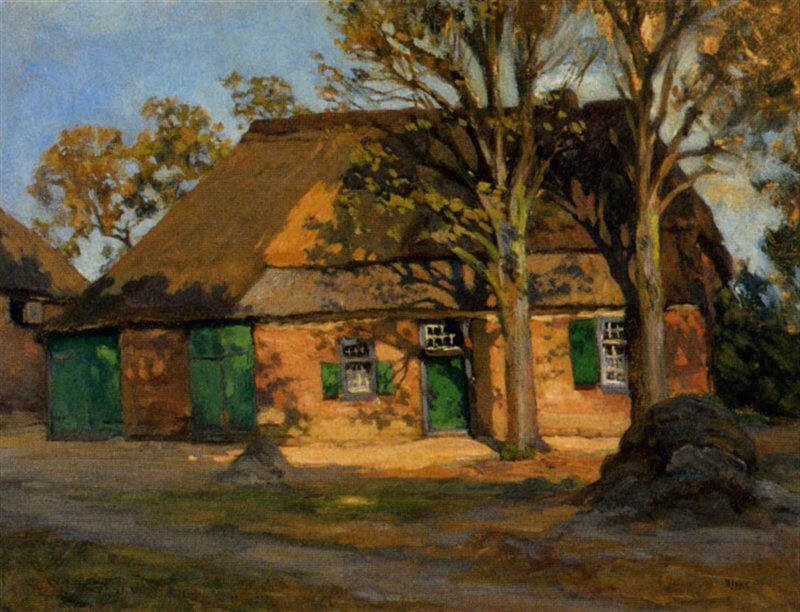
Boerderij op Strabrecht
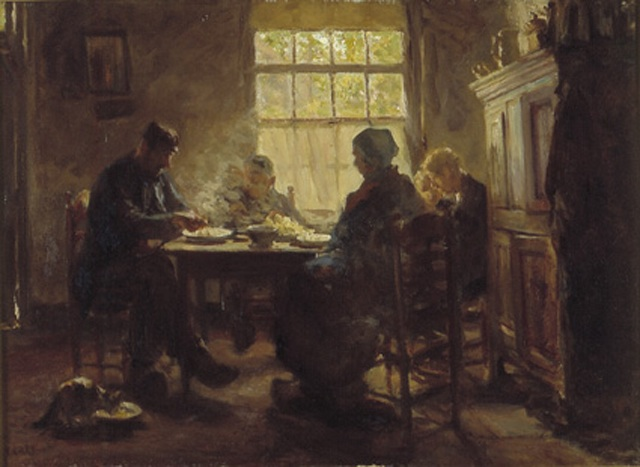
Gezin aan de maaltijd